# Delphinium wislizeni
Delphinium wislizeni là một loài thực vật có hoa trong họ Mao lương. Loài này được Engelm. mô tả khoa học đầu tiên năm 1848.